# Carex berggrenii
Carex berggrenii är en halvgräsart som beskrevs av Donald Petrie. Carex berggrenii ingår i släktet starrar, och familjen halvgräs. Inga underarter finns listade i Catalogue of Life.